# Zaven Hovhannisyan
Zaven Hovhannisyan (Armeens: Զավեն Հովհանիսյան) (31 juli 1980) is een Armeens voetbalscheidsrechter. Hij is in dienst van FIFA en UEFA sinds 2006.
Op 10 juli 2014 debuteerde Hovhannisyan in Europees verband tijdens een wedstrijd tussen UE Sant Julià en FK Čukarički Stankom in de voorronde van de UEFA Europa League; het eindigde in 0–0 en Hovhannisyan gaf twee spelers één gele kaart.
Zijn eerste interland floot hij op 7 juni 2017, toen Georgië met 3–0 won van Saint Kitts en Nevis door twee doelpunten van Giorgi Arabidze en een doelpunt van Vladimir Dvalisjvili.

## Interlands
| Datum          | Plaats           | Wedstrijd                      | Uitslag | Competitie           | Kreeg geel | Kreeg voor de tweede keer geel en dus rood | Weggestuurd |
| -------------- | ---------------- | ------------------------------ | ------- | -------------------- | ---------- | ------------------------------------------ | ----------- |
| 7 juni 2017    | Tbilisi, Georgië | Georgië – Saint Kitts en Nevis | 3 – 0   | Vriendschappelijk    | 4          | 0                                          | 0           |
| 5 oktober 2017 | Ta'Qali, Malta   | Malta – Litouwen               | 1 – 1   | Kwalificatie WK 2018 | 3          | 0                                          | 0           |

Laatste aanpassing op 10 juli 2018